# Pro Bowl 1980
Match précédent Match suivant
Le AFC-NFC Pro Bowl 1980 est le Match des étoiles de football américain de la National Football League pour la saison 1979. Il se joue au Aloha Stadium d'Honolulu le 27 janvier 1980 entre les meilleurs joueurs des deux conférences de la NFL, la National Football Conference et l'American Football Conference. La rencontre est remportée sur le score de 37 à 27 par l'équipe représentant la National Football Conference.